# Anolis fasciatus
Anolis fasciatus är en ödleart som beskrevs av  George Albert Boulenger 1885. Anolis fasciatus ingår i släktet anolisar, och familjen Polychrotidae. Inga underarter finns listade i Catalogue of Life.